# Hexatoma (Eriocera) nigronotata
Hexatoma (Eriocera) nigronotata is een tweevleugelige uit de familie steltmuggen (Limoniidae). De soort komt voor in het Oriëntaals gebied.